# Ferdinand David
Ernst Victor Carl Ferdinand David, född 19 juni 1810 i Hamburg, död 18 juli 1873 i Klosters, var en tysk violinist, kompositör och violinlärare.
David studerade för Louis Spohr och blev 1836 konsertmästare vid Gewandhauskonserterna i Leipzig, där han tillsammans med Felix Mendelssohn, Moritz Hauptmann, Ignaz Moscheles och andra 1843 grundade stadens musikkonservatorium och även i andra avseenden utövade en högst inflytelserik verksamhet. 
Som virtuos intog han en förmedlande ställning mellan Spohr och Bernhard Molique samt utmärkte sig genom en full ton, elegant stråkföring och anderikt föredrag. Ännu högre skattades han såsom orkester- och kvartettspelare. Han fortplantade på en mängd elever (bland andra Joseph Joachim och August Wilhelmj) den kasselska (spohrska) skolans traditioner.
David utgav även en värdefull lärobok över violinen och Die hohe Schule des Violinspiels, en samling stycken från 1600- och 1700-talen. Hans kompositioner består mest av stycken för nämnda instrument, men tillika av konserter för andra sådana liksom av symfonier, kvartetter, sånger och operan Hans Wacht (1852).